# Йодид калію
Йоди́д ка́лію, ка́лій йоди́д — неорганічна сполука, калієва сіль йодидної кислоти складу KI. Речовина є безбарвними кристалами, які добре розчиняються у воді.
Незначною мірою йодид калію поширений у морських водоростях. Йодид калію використовується як лікарський засіб при йододефіцитних захворюваннях, для захисту щитоподібної залози від впливу радіоактивного йоду-131. Також KI застосовується як харчова добавка (наприклад, до кухонної солі) та у фотографічній справі.

## Фізичні властивості
Йодид калію формує безбарвні, кубічні кристали, які розчиняються у воді, етанолі, метанолі, ацетоні. Кристалогідратів не утворює.
| 0 °C | 10 °C | 20 °C | 25 °C | 30 °C | 40 °C | 50 °C | 60 °C | 70 °C | 80 °C | 90 °C | 100 °C |
| ---- | ----- | ----- | ----- | ----- | ----- | ----- | ----- | ----- | ----- | ----- | ------ |
| 56,0 | 57,6  | 59,0  | 59,7  | 60,4  | 61,6  | 62,8  | 63,8  | 64,8  | 65,7  | 66,6  | 67,4   |

## Отримання
Поширеним способом синтезу йодиду калію є розчинення йоду у концентрованому розчині гідроксиду калію (продукти взаємодії залежать від температурного режиму):
{\displaystyle \mathrm {2KOH+I_{2}\longrightarrow KI+KIO+H_{2}O} }
{\displaystyle \mathrm {6KOH+3I_{2}{\xrightarrow {t}}\ 6KI+KIO_{3}+3H_{2}O} }
З утвореної суміші йодид виділяють шляхом кристалізації.
KI утворюється при розкладанні йодату калію:
{\displaystyle \mathrm {2KIO_{3}{\xrightarrow {560-650^{o}C}}2KI+3O_{2}} }
Також застосовується метод отримання йодиду з гідрату йодиду заліза Fe3I8·16H2O, котрий добувають, обробляючи залізні ошурки розчином йоду:
{\displaystyle \mathrm {3Fe+4I_{2}+16H_{2}O\longrightarrow Fe_{3}I_{8}\cdot 16H_{2}O} }
{\displaystyle \mathrm {Fe_{3}I_{8}\cdot 16H_{2}O+K_{2}CO_{3}\longrightarrow 8KI+Fe_{3}O_{4}+4CO_{2}+16H_{2}O} }
Для отримання надчистої речовини гідрокарбонат калію обробляють розчином йодоводню і утворений йодид виділяють у газуватому стані струменем розігрітого водню при температурі 725 °C:
{\displaystyle \mathrm {HI+KHCO_{3}\longrightarrow KI+CO_{2}\uparrow \ +H_{2}O} }

## Хімічні властивості
Йодид калію добре розчиняється у воді (нейтральне середовище), без гідролізу.
Після тривалого перебування під світлом водний розчин сполуки починає розкладатися з утворенням вільного йоду та трийодиду калію:
{\displaystyle \mathrm {5KI+H_{2}O+O_{2}\longrightarrow 4KOH+K[I_{3}]+I_{2}\downarrow } }
Також йодид розкладається й у підкисленому розчині:
{\displaystyle \mathrm {4KI+4HCl+O_{2}\longrightarrow 2I_{2}\downarrow \ +4KCl+2H_{2}O} }
Шляхом комплексоутворення розчин йодиду калію здатен розчиняти у собі йод:
{\displaystyle \mathrm {KI+I_{2}\longrightarrow K[I_{3}]} }
При пропусканні крізь розчин KI сильніших галогенів — хлору та брому — вони заміщують йод:
{\displaystyle \mathrm {2KI+Cl_{2}\longrightarrow 2KCl+I_{2}\downarrow } }
Йодид калію є типовим відновником:
{\displaystyle \mathrm {10KI+2KMnO_{4}+8H_{2}SO_{4}\longrightarrow 5I_{2}\downarrow \ +2MnSO_{4}+6K_{2}SO_{4}+8H_{2}O} }
{\displaystyle \mathrm {6KI+K_{2}Cr_{2}O_{7}+H_{2}SO_{4}\longrightarrow 3I_{2}\downarrow \ +Cr_{2}(SO_{4})_{3}+4K_{2}SO_{4}+7H_{2}O} }
{\displaystyle \mathrm {2KI+H_{2}O_{2}+H_{2}SO_{4}\longrightarrow I_{2}\downarrow \ +K_{2}SO_{4}+2H_{2}O} }
{\displaystyle \mathrm {2KI+Fe_{2}(SO_{4})_{3}{\xrightarrow {H_{2}SO_{4}}}\ I_{2}\downarrow \ +FeSO_{4}+K_{2}SO_{4}} }
При електролізі водного розчину йодиду калію утворюються водень та йодат калію:
{\displaystyle \mathrm {KI+3H_{2}O{\xrightarrow {electrolysis}}\ 3H_{2}\uparrow +KIO_{3}} }

## Біологічні властивості

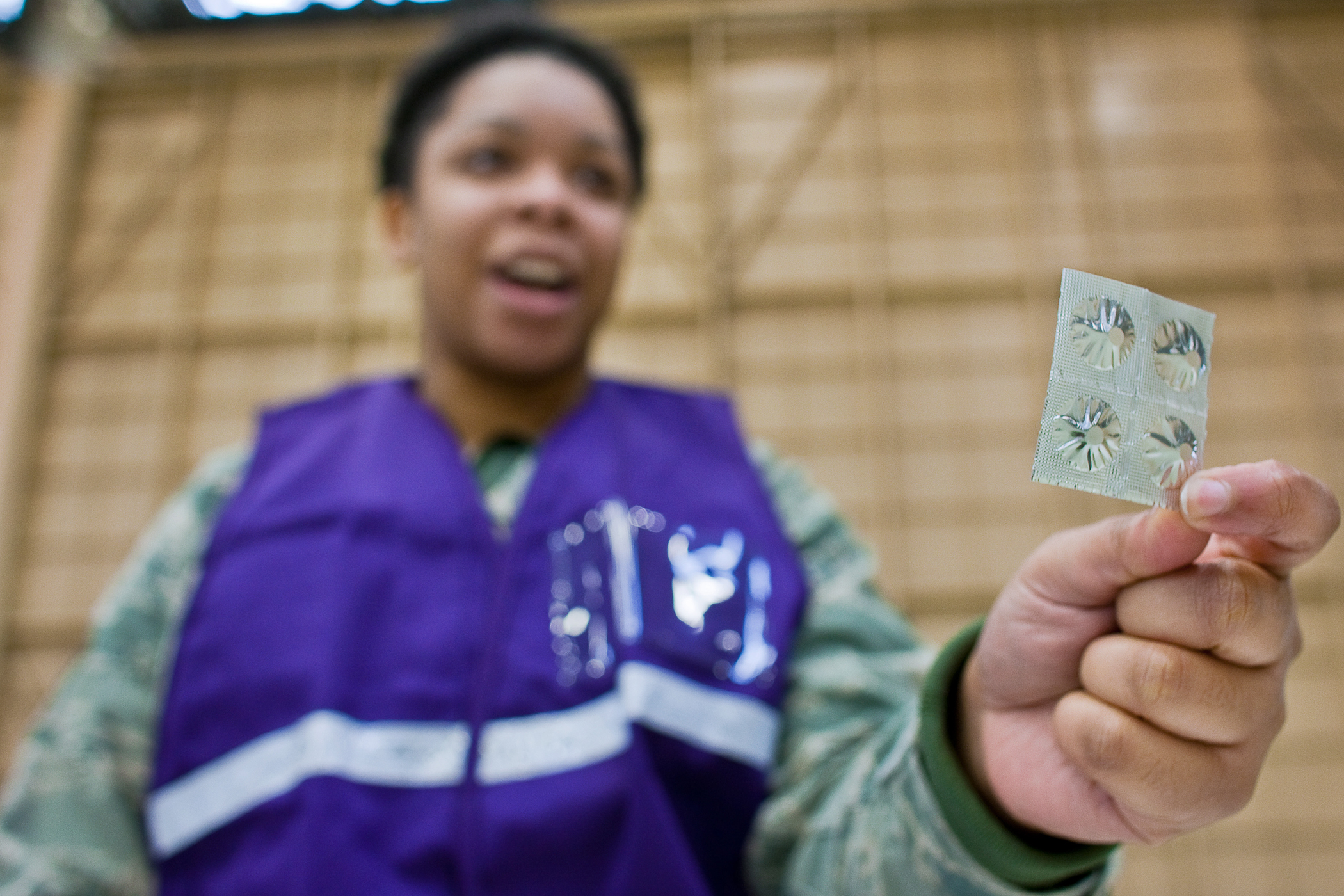
Старший сержант ВПС США проводить інструктаж з використання таблеток йодиду калію (база Йокота, Японія, 2011)

Як і значна частина йодидів, йодид калію є токсичним лише у випадку споживання значних його кількостей. Постійні споживання або сорбція крізь шкіру можуть призвести до появи йодизму, який супроводжується головним болем, нежитю, висипом, рідше — слабкістю, анемією та депресією.
Вживання йодиду калію є одним з основних методів лікування йододефіцитних захворювань. Так, препарати йодиду калію у формі таблеток по 100 або 200 мкг призначаються дітям, підліткам та вагітним жінкам: дітям раннього та дошкільного віку — 50—100 мкг на добу, дітям молодшого шкільного віку (до 12 років) — 100 мкг на добу, дітям старше 12 років, підліткам та вагітним жінкам — 200 мкг на добу.

### Захист від радіації
Властивості йодиду калію зменшувати вплив радіації на організм вперше були відкриті у 1954 році, а в 1957 році, після тривалих досліджень, було встановлено, що йодид калію є одноразовим блокатором тільки радіоактивного йоду-131, який розповсюджується довкола ядерних об'єктів[джерело?] і становить головну загрозу[джерело?], впливаючи на стан щитоподібної залози.
Йодид калію може зменшити вплив радіації на щитоподібну залозу на 90 %, якщо він був прийнятий завчасно або одразу після опромінення. Для дітей до 1 місяця (немовлята й діти, які перебувають на грудному вигодовуванні) — 16 мг, дітей від 1 місяця до 3 років — 32 мг, дітей від 3 до 12 років — 62,5 мг, підлітків від 13 до 18 років, дорослих до 40 років, вагітних та матерів, які годують грудьми — 125 мг, хоч за інструкцією до KI: для дорослих осіб рекомендованою дозою є 130 мг, дітям віком від 2 років по 125 мг. Після впливу радіації впродовж чотирьох годин доза йодиду калію може зменшити вплив радіоактивного йоду-131 на 50 %.